# Alepocephaliformes
Alepocephaliformes – rząd ryb doskonałokostnych z monotypowego Otocephala.

## Klasyfikacja
Do Alepocephaliformes zaliczane są 3 rodziny, klasyfikowane wcześniej jako Alepocephaloidei w obrębie srebrzykokształtnych:
- Platytroctidae
- Bathylaconidae
- Alepocephalidae